# 市古宙三
市古 宙三（いちこ ちゅうぞう、1913年（大正2年）6月19日 - 2014年（平成26年）6月21日）は、日本の中国史学者、お茶の水女子大学名誉教授。

## 経歴
出生から修学期
1913年、山梨県で生まれた。東京帝国大学文学部東洋史学科で学び、1937年に卒業。
中国近代史研究者として
卒業後は、東亜研究所書員として勤務。戦後の1951年、お茶の水女子大学助教授に就いた。1957年に教授昇格。1969年から1971年まで文教育学部長、1972年からは附属図書館長も務めた。1976年、お茶の水女子大学学長に就任。1979年にお茶の水女子大学を定年退官し、名誉教授となった。同年4月からは中央大学教授として教鞭を執った。
2014年6月21日午前5時10分、老衰のため101歳で死去。

### 委員・役員ほか
- 東洋文庫近代中国委員会員[2]

## 受賞・栄典
- 1985年：勲二等瑞宝章を受勲。

## 研究内容・業績
専門は中国近代史。戦後の新中国誕生についても対象とした。

## 家族・親族
- 兄：市古貞次は中世日本文学研究者。

## 著作
著書
- 『近代日本の大陸発展』蛍雪書院(歴史学叢書) 1941
- 『近代中国の政治と社会』東京大学出版会 1971
- 『中国の近代』(世界の歴史 20) 河出書房新社 1974、新版 1978
  - 河出文庫 1990。のち電子書籍
- 『中国の革命』(世界の歴史 21) 講談社 1978
- 『洪秀全の幻想』汲古書院 1989

共著編
- 『中国研究文献案内』J.K.フェアバンク共著、東京大学出版会 1974
- 『近代中国・日中関係図書目録』編、汲古書院 1979

訳書
- 『中国』J・K・フェアバンク著、東京大学出版会(UP選書) 1972
上巻：社会と歴史、下巻：アメリカと中国

記念論集・回想
- 『論集近代中国研究』市古教授退官記念論叢編集委員会編 山川出版社 1981
- 『アジア史論叢　市古宙三教授古稀記念』白東史学会編 刀水書房 1984
- 『近代中国研究と市古宙三』東洋文庫近代中国研究班編 汲古書院 2016

## 資料
- 「市古宙三先生年譜・業績」『近代中国研究彙報』37, 2015年, 5-14頁.
- 毛里和子2015「追悼 市古宙三先生：異端の研究者を偲んで」『お茶の水史学』59, 177-181頁.
- デジタル版日本人名大事典